# ببر آبگینه (پروانه)
ببر آبگینه (نام علمی: Parantica aglea) نام یک گونه پروانه از تیره فرچه‌پایان است. این گونه در جنوب و جنوب‌شرق آسیا مثل بخش‌هایی از هند و تایلند زندگی می‌کند.